# Eriopyga cymax
Eriopyga cymax là một loài bướm đêm trong họ Noctuidae.